# Syp script
Pour les articles homonymes, voir Syp_script.
Syp Script (Simple Yet Powerful Scripting Language, soit en français langage de script simple pourtant puissant) est un nouveau langage de programmation libre (distribué sous licence GNU/GPL), facile à apprendre, et de haut niveau.
Vous pouvez créer tout type d'applications, y compris des applications consoles, multimedia et pour le réseau en un minimum de lignes de code.
L'interpréteur Syp existe pour la plupart des systèmes d'exploitation les plus utilisés (Windows, Linux et autres Unix).

## Exemples
Un grand classique...
```
!print "Quel est votre nom?"
prenom: !ask

!print ("Bonjour " + :prenom)

```

Récupération d'une page HTML
```
code: !read_file http://dev.freezee.org/sypscript
!print :code

```

Récupération d'un fichier sur Internet
```
!copy_file http://dev.freezee.org/sypscript/downloads/syp_script_0.2_src.tar.bz2 "sources.tar.bz2"

```

Exécution d'un script sur Internet (programmation distribuée)
```
!parse_file http://dev.freezee.org/sypscript/downloads/sypgendoc.syp

```